# Katiki Boulders

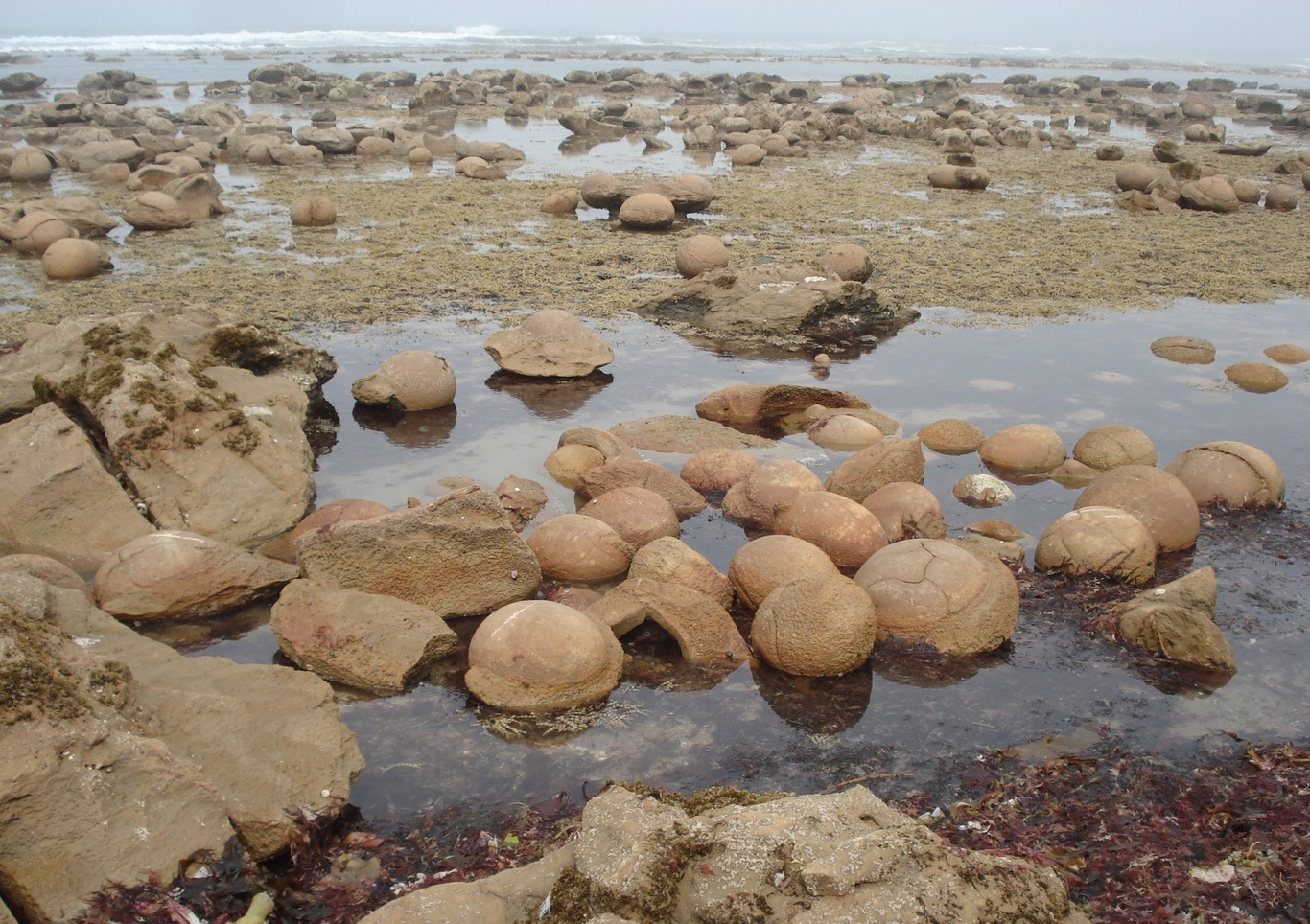
Ausschnitt auf den Küstenabschnitt mit einem Teil der Katiki Boulders

Die Katiki Boulders sind eine Ansammlung von ovalen, meist runden bis kugelförmiger Konkretionen / Septarien an der Ostküste der Region Otago, Neuseeland.

## Geographie
Die Ansammlung der Boulders befinden sich auf einem rund 200 m langen Küstenabschnitt rund 1,1 km nordnordwestlich des Shag Point/Matakaea und rund 8,5 km ostnordöstlich von Palmerston. Sie sind über die Shag Point Road, die in der Nähe der kleinen Siedlung Shag Point vom New Zealand State Highway 1 nach Südosten abzweigt, zu erreichen.
Auch rund 5,5 km weiter nördlich sind am Katiki Beach einige weitere Exemplare der Gesteinskugeln zu finden.
Rund 13 km nördlich liegen die bekannteren und viel besuchten Moeraki Boulders am Strand.

## Geologie
Die geologische Entstehung der Katiki Boulders ist denen der Moeraki Boulders sehr ähnlich – jedoch sind die Katiki Boulders in härteres Sandstein-artiges Material eingebettet und erreichten nicht die Größe und einheitliche Form der Moeraki Boulders. Im Gegensatz zu diesen enthalten sie im Kern Fossilien – u. a. wurde dort ein Plesiosaurier-Fossil (Kaiwhekea katiki – s. Kaiwhekea) gefunden, das sich heute in der University of Otago befindet.